# Okręg wyborczy Wanstead and Woodford
Okręg wyborczy Wanstead and Woodford powstał w 1964 r. i wysyłał do brytyjskiej Izby Gmin jednego deputowanego. Okręg obejmował Municipal Borough of Wanstead and Woodford w południowo-zachodniej części hrabstwa Essex. Okręg został zniesiony w 1997 r.

## Deputowani do brytyjskiej Izby Gmin z okręgu Wanstead and Woodford
- 1964–1987: Patrick Jenkin, Partia Konserwatywna
- 1987–1997: James Arbuthnot, Partia Konserwatywna